# 천치차이

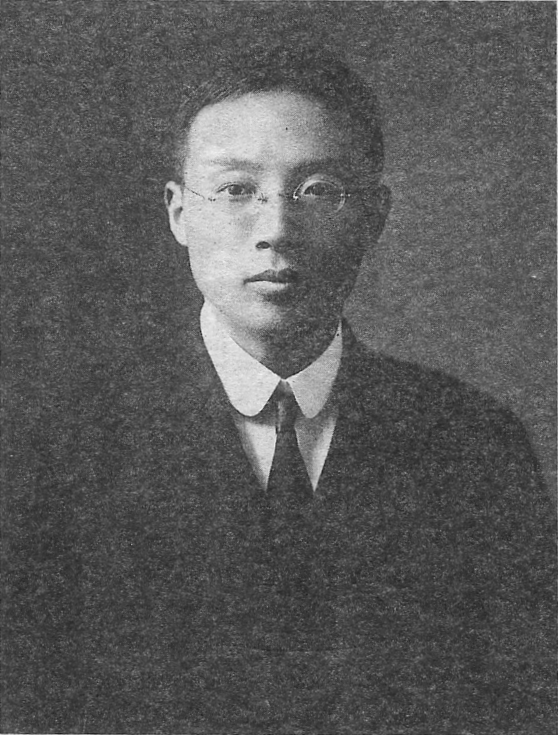
형 천치메이 前 중화민국 공상총장

천치차이(陳其采, 진기채, 1880년 10월 21일 ~ 1954년 8월 7일)는 중화민국의 군인, 혁명가이며 타이완의 정치인, 은행가, 재정가, 실업가, 기업가이다.

## 별칭
자(字)는 아이스(靄士, 애사)이고 호(號)는 한루(涵廬, 한려)이다.

## 생애
중화민국 국민혁명군 중교 예편한 그는 중국국민당 상임위원을 지냈다.

## 가족 관계
그는 중화민국 공상총장을 지낸 천치메이(陳其美)의 친아우이다.

## 학력
- 일본 도쿄 육군중앙유년학교 졸업
- 일본 육군사관학교 졸업
- 중화민국 육군참모학교 졸업